# Cheston L. Eshelman
Die Cheston L. Eshelman Company war ein US-amerikanischer Automobilhersteller, der von 1953 bis 1960 in Baltimore (Maryland) ansässig war.

## Geschichte
Der Eshelman Sportabout wurde 1953 herausgebracht und war ein einsitziges Wägelchen mit festem Dach und zwei Türen. Angetrieben wurde der Wagen von einem vorne eingebauten, luftgekühlten Einzylindermotor von Briggs & Stratton, der 8,4 bhp (6,2 kW) Leistung abgab. Ein wuchtiger, verchromter Kühlergrill erinnerte an die schweren zeitgenössischen Limousinen. In dieser Form wurde der 1829 mm lange und US$ 800,– teure Wagen bis 1958 hergestellt.
1955 erschien der Eshelman Sport Car. Im Gegensatz zum Sportabout war er offen und besaß weder Türen noch eine Windschutzscheibe. Auch er war nur für eine (erwachsene) Person geeignet, sah aber dem Kinderauto des Herstellers sehr ähnlich. Für den Antrieb sorgte ebenfalls ein Einzylindermotor von Briggs & Stratton, diesmal aber mit nur 3,0 bhp (2,2 kW). Der Verkaufspreis des bis 1960 hergestellten Wagen lag bei US$ 395,–. Als Zubehör waren ein Anhänger, ein Rasenmäher und ein Laub- und Grasrechen verfügbar.